# Astra Krotoszyn
Krotoszyński Klub Sportowy Astra Krotoszyn, polski klub piłkarski z miejscowości Krotoszyn, w powiecie krotoszyńskim, grający w sezonie 2025/2026 w V lidze.

## Charakterystyka
- Rok założenia: 1929
- Barwy: biało-niebieskie
- Adres: ul.Sportowa 1  63-700 Krotoszyn (Stadion)
- Stadion:

pojemność – 1,5 tys. (siedzących)
oświetlenie: brak
wymiary: 105 m x 70 m
Sponsor tytularny: Meble Stolrus
- Kierownik: Kamil Swędrowski
- Trener: Leszek Krutin

## Sukcesy
- Gra w III lidze – 6 sezonów (1996/1997, 1997/1998, 1998/1999, 1999/2000, 2000/2001, 2001/2002)
- Zdobywca Pucharu Polski strefy Kaliskiej 2024/2025

## Strona internetowe
- Nieoficjalna strona